# Fulton, Ohio
Fulton là một làng thuộc quận Morrow, tiểu bang Ohio, Hoa Kỳ. Năm 2010, dân số của làng này là 258 người.

## Dân số
- Dân số năm 2000: 264 người.
- Dân số năm 2010: 258 người.